# Collegio di Dulwich and West Norwood
Dulwich and West Norwood è un collegio elettorale situato nella Grande Londra, e rappresentato alla Camera dei comuni del Parlamento del Regno Unito. Elegge un membro del parlamento con il sistema first-past-the-post, ossia maggioritario a turno unico; l'attuale parlamentare è Helen Hayes del Partito Laburista, che rappresenta il collegio dal 2015.

## Estensione

Dulwich and West Norwood dal 2010 al 2024

- 1997-2010: i ward del borgo londinese di Southwark di Alleyn, Bellenden, College, Lyndhurst, Ruskin e Rye, e i ward del borgo londinese di Lambeth di Gipsy Hill, Herne Hill, Knight’s Hill e Thurlow Park.
- 2010-2024: i ward del borgo londinese di Southwark di College, East Dulwich e Village, e i ward del Borough di Lambeth di Coldharbour, Gipsy Hill, Herne Hill e Thurlow Park.
- dal 2024: i ward del borgo londinese di Southwark di Champion Hill; Dulwich Village e Dulwich Wood, e i ward del Borough di Lambeth di Brixton North; Brixton Rush Common; Brixton Windrush; Gipsy Hill; Herne Hill and Loughborough Junction; Knight's Hill; St Martin's e West Dulwich.[1]

## Membri del parlamento
| Elezione | Elezione    | Deputato     | Partito   |
| -------- | ----------- | ------------ | --------- |
|          | 1997        | Tessa Jowell | Laburista |
| 2015     | Helen Hayes |              | Laburista |

## Elezioni

### Elezioni negli anni 2020
| Partito                    | Partito                                | Candidato                  | Risultati 4 luglio 2024 | Risultati 4 luglio 2024 |
| Partito                    | Partito                                | Candidato                  | Voti                    | %                       |
| -------------------------- | -------------------------------------- | -------------------------- | ----------------------- | ----------------------- |
|                            | Laburista                              | Helen Hayes                | 27 356                  | 60,28                   |
|                            | Verdi                                  | Pete Elliott               | 8 567                   | 18,88                   |
|                            | Conservatore                           | Leon Cook                  | 3 873                   | 8,53                    |
|                            | Lib Dem                                | Donna Harris               | 3 485                   | 7,68                    |
|                            | Reform UK                              | Gary Stevens               | 1 801                   | 3,97                    |
|                            | Indipendente                           | Mike Spenser               | 296                     | 0,65                    |
|                            |                                        |                            |                         |                         |
| Iscritti                   | Iscritti                               | Iscritti                   | 74 265                  | 100,00                  |
| ↳ Votanti (% su iscritti)  | ↳ Votanti (% su iscritti)              | ↳ Votanti (% su iscritti)  | 45 378                  | 61,10                   |
| ↳ Astenuti (% su iscritti) | ↳ Astenuti (% su iscritti)             | ↳ Astenuti (% su iscritti) | 28 887                  | 38,90                   |
|                            |                                        |                            |                         |                         |
|                            | Esito: collegio confermato a Laburista |                            |                         |                         |

### Elezioni negli anni 2010
| Partito                    | Partito                                | Candidato                  | Risultati 12 dicembre 2019 | Risultati 12 dicembre 2019 |
| Partito                    | Partito                                | Candidato                  | Voti                       | %                          |
| -------------------------- | -------------------------------------- | -------------------------- | -------------------------- | -------------------------- |
|                            | Laburista                              | Helen Hayes                | 36 521                     | 65,48                      |
|                            | Verdi                                  | Jonathan Bartley           | 9 211                      | 16,51                      |
|                            | Conservatore                           | Jane Lyons                 | 9 160                      | 16,42                      |
|                            | Brexit                                 | Julia Stephenson           | 571                        | 1,02                       |
|                            | Popoli Cristiani                       | Anthony Hodgson            | 242                        | 0,43                       |
|                            | UKIP                                   | John Plume                 | 73                         | 0,13                       |
|                            |                                        |                            |                            |                            |
| Iscritti                   | Iscritti                               | Iscritti                   | 80 331                     | 100,00                     |
| ↳ Votanti (% su iscritti)  | ↳ Votanti (% su iscritti)              | ↳ Votanti (% su iscritti)  | 55 778                     | 69,44                      |
| ↳ Astenuti (% su iscritti) | ↳ Astenuti (% su iscritti)             | ↳ Astenuti (% su iscritti) | 24 553                     | 30,56                      |
|                            |                                        |                            |                            |                            |
|                            | Esito: collegio confermato a Laburista |                            |                            |                            |

| Partito                    | Partito                                | Candidato                  | Risultati 8 giugno 2017 | Risultati 8 giugno 2017 |
| Partito                    | Partito                                | Candidato                  | Voti                    | %                       |
| -------------------------- | -------------------------------------- | -------------------------- | ----------------------- | ----------------------- |
|                            | Laburista                              | Helen Hayes                | 39 096                  | 69,64                   |
|                            | Conservatore                           | Rachel Wolf                | 10 940                  | 19,49                   |
|                            | Lib Dem                                | Gail Kent                  | 4 475                   | 7,97                    |
|                            | Verdi                                  | Rashid Nix                 | 1 408                   | 2,51                    |
|                            | Indipendente                           | Robin Lambert              | 121                     | 0,22                    |
|                            | Indipendente                           | Yen Chong                  | 103                     | 0,18                    |
|                            |                                        |                            |                         |                         |
| Iscritti                   | Iscritti                               | Iscritti                   | 75 745                  | 100,00                  |
| ↳ Votanti (% su iscritti)  | ↳ Votanti (% su iscritti)              | ↳ Votanti (% su iscritti)  | 56 143                  | 74,12                   |
| ↳ Astenuti (% su iscritti) | ↳ Astenuti (% su iscritti)             | ↳ Astenuti (% su iscritti) | 19 602                  | 25,88                   |
|                            |                                        |                            |                         |                         |
|                            | Esito: collegio confermato a Laburista |                            |                         |                         |

| Partito                    | Partito                                | Candidato                  | Risultati 7 maggio 2015 | Risultati 7 maggio 2015 |
| Partito                    | Partito                                | Candidato                  | Voti                    | %                       |
| -------------------------- | -------------------------------------- | -------------------------- | ----------------------- | ----------------------- |
|                            | Laburista                              | Helen Hayes                | 27 772                  | 54,07                   |
|                            | Conservatore                           | Resham Kotecha             | 11 650                  | 22,68                   |
|                            | Lib Dem                                | James Barber               | 5 055                   | 9,84                    |
|                            | Verdi                                  | Rashid Nix                 | 4 844                   | 9,43                    |
|                            | UKIP                                   | Rathy Alagaratnam          | 1 606                   | 3,13                    |
|                            | TUSC                                   | Steve Nally                | 248                     | 0,48                    |
|                            | Indipendente                           | Robin Lambert              | 125                     | 0,24                    |
|                            | All People's Party                     | Amadu Kanumansa            | 62                      | 0,12                    |
|                            |                                        |                            |                         |                         |
| Iscritti                   | Iscritti                               | Iscritti                   | 76 545                  | 100,00                  |
| ↳ Votanti (% su iscritti)  | ↳ Votanti (% su iscritti)              | ↳ Votanti (% su iscritti)  | 51 362                  | 67,10                   |
| ↳ Astenuti (% su iscritti) | ↳ Astenuti (% su iscritti)             | ↳ Astenuti (% su iscritti) | 25 183                  | 32,90                   |
|                            |                                        |                            |                         |                         |
|                            | Esito: collegio confermato a Laburista |                            |                         |                         |

| Partito                    | Partito                                | Candidato                  | Risultati 6 maggio 2010 | Risultati 6 maggio 2010 |
| Partito                    | Partito                                | Candidato                  | Voti                    | %                       |
| -------------------------- | -------------------------------------- | -------------------------- | ----------------------- | ----------------------- |
|                            | Laburista                              | Tessa Jowell               | 22 461                  | 46,59                   |
|                            | Lib Dem                                | Jonathan Mitchell          | 13 096                  | 27,16                   |
|                            | Conservatore                           | Kemi Badenoch              | 10 684                  | 22,16                   |
|                            | Verdi                                  | Shane Collins              | 1 266                   | 2,63                    |
|                            | UKIP                                   | Elizabeth Jones            | 707                     | 1,47                    |
|                            |                                        |                            |                         |                         |
| Iscritti                   | Iscritti                               | Iscritti                   | 72 830                  | 100,00                  |
| ↳ Votanti (% su iscritti)  | ↳ Votanti (% su iscritti)              | ↳ Votanti (% su iscritti)  | 48 214                  | 66,20                   |
| ↳ Astenuti (% su iscritti) | ↳ Astenuti (% su iscritti)             | ↳ Astenuti (% su iscritti) | 24 616                  | 33,80                   |
|                            |                                        |                            |                         |                         |
|                            | Esito: collegio confermato a Laburista |                            |                         |                         |

### Elezioni negli anni 2000
| Partito                    | Partito                                | Candidato                  | Risultati 5 maggio 2005 | Risultati 5 maggio 2005 |
| Partito                    | Partito                                | Candidato                  | Voti                    | %                       |
| -------------------------- | -------------------------------------- | -------------------------- | ----------------------- | ----------------------- |
|                            | Laburista                              | Tessa Jowell               | 19 059                  | 45,39                   |
|                            | Lib Dem                                | Jonathan Mitchell          | 10 252                  | 24,42                   |
|                            | Conservatore                           | Kim Humphreys              | 9 200                   | 21,91                   |
|                            | Verdi                                  | Jenny Jones                | 2 741                   | 6,53                    |
|                            | UKIP                                   | Ralph Atkinson             | 290                     | 0,69                    |
|                            | Veritas                                | David Heather              | 241                     | 0,57                    |
|                            | Laburista Socialista                   | Amanda Rose                | 149                     | 0,35                    |
|                            | For Integrity And Trust In Government  | Judy Weleminsky            | 57                      | 0,14                    |
|                            |                                        |                            |                         |                         |
| Iscritti                   | Iscritti                               | Iscritti                   | 72 270                  | 100,00                  |
| ↳ Votanti (% su iscritti)  | ↳ Votanti (% su iscritti)              | ↳ Votanti (% su iscritti)  | 41 989                  | 58,10                   |
| ↳ Astenuti (% su iscritti) | ↳ Astenuti (% su iscritti)             | ↳ Astenuti (% su iscritti) | 30 281                  | 41,90                   |
|                            |                                        |                            |                         |                         |
|                            | Esito: collegio confermato a Laburista |                            |                         |                         |

| Partito                    | Partito                                | Candidato                  | Risultati 7 giugno 2001 | Risultati 7 giugno 2001 |
| Partito                    | Partito                                | Candidato                  | Voti                    | %                       |
| -------------------------- | -------------------------------------- | -------------------------- | ----------------------- | ----------------------- |
|                            | Laburista                              | Tessa Jowell               | 20 999                  | 54,91                   |
|                            | Conservatore                           | Nicholas Vineall           | 8 689                   | 22,72                   |
|                            | Lib Dem                                | Caroline Pidgeon           | 5 805                   | 15,18                   |
|                            | Verdi                                  | Jenny Jones                | 1 914                   | 5,00                    |
|                            | Alleanza Socialista                    | Brian Kelly                | 839                     | 2,19                    |
|                            |                                        |                            |                         |                         |
| Iscritti                   | Iscritti                               | Iscritti                   | 71 261                  | 100,00                  |
| ↳ Votanti (% su iscritti)  | ↳ Votanti (% su iscritti)              | ↳ Votanti (% su iscritti)  | 38 246                  | 53,67                   |
| ↳ Astenuti (% su iscritti) | ↳ Astenuti (% su iscritti)             | ↳ Astenuti (% su iscritti) | 33 015                  | 46,33                   |
|                            |                                        |                            |                         |                         |
|                            | Esito: collegio confermato a Laburista |                            |                         |                         |

## Risultati dei referendum

### Referendum sulla permanenza del Regno Unito nell'Unione europea del 2016
|             | Collegio                 | Lasciare UE % | Rimanere in UE % |
| ----------- | ------------------------ | ------------- | ---------------- |
|             | Dulwich and West Norwood | 22,0%         | 78,0%            |
|             | Inghilterra              | 53,3%         | 46,7%            |
| Regno Unito | 51,9%                    | 48,1%         |                  |

Dulwich and West Norwood fu l'ottavo collegio del Regno Unito per percentuale più alta a favore del Remain.